# The Uphill Climb
The Uphill Climb est un film muet américain réalisé par Colin Campbell et sorti en 1914.

## Fiche technique
- Réalisation : Colin Campbell
- Scénario : Bertha Muzzy Sinclair
- Production : William Nicholas Selig
- Date de sortie : États-Unis : 16 février 1914

## Distribution
- Bessie Eyton
- Wheeler Oakman
- Lillian Hayward
- Al W. Filson
- Roy Clark
- Roy Watson